# Görvälns krog

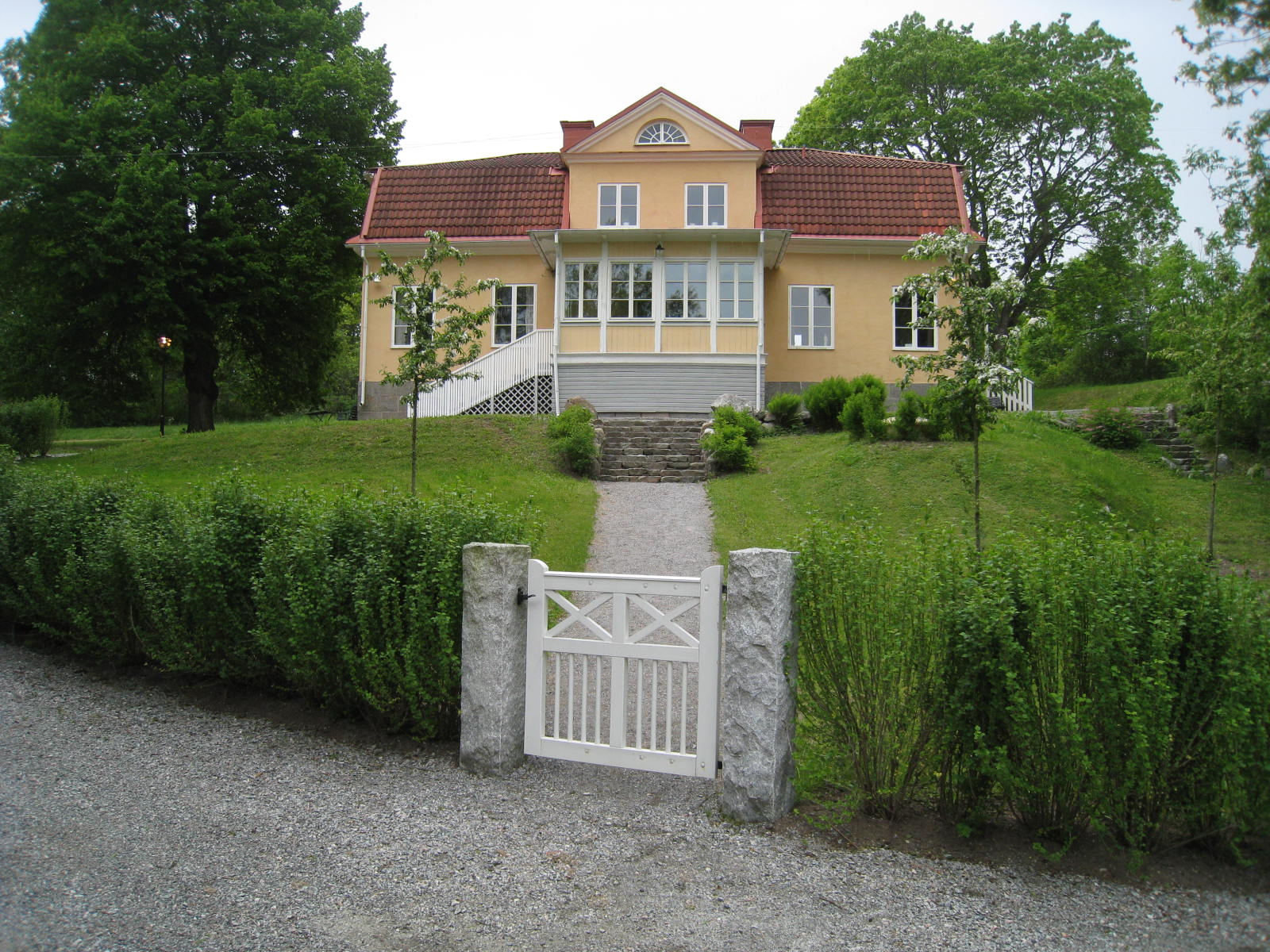
Görvälns krog eller Villa Solbacka med sin tillbyggda veranda från öster, juni 2015. Byggnadens äldsta del är från 1600-talet.

Görvälns krog eller Villa Solbacka är en byggnad som ligger 200 meter väster om Görvälns slott i Järfälla kommun i Stockholms län vid en vik av Mälaren, Görvälnsviken. Huset var tidigare värdshus och det fungerade som krog ända fram till 1830. Huset byggdes om på 1800-talet. Idag används Solbacka krog som hotell med 14–20 hotellrum samt mötesrum. Inredningsstilen går i samma stil som flyglarna, det vill säga "lekfull rokoko".
På denna sida av viken lät Svante Bielke i början av 1600-talet uppföra "Röda byggnaden vid sjön". I likhet med huvudbyggnaden (Stora Röda huset) var det ett stenhus. Troligen var det fogdens bostad. Från omkring 1650 var byggnaden en sjökrog där resande kunde rasta. Väggarna är kalkslammade och avfärgade i gult med vita fönsteromfattningar. Långfasaderna har frontespiser med tvåluftsfönster och lunetter. En tillbyggd veranda, som ger huset karaktär av en sommarvilla ligger på östfasaden. Byggnadens äldsta del är från 1600-talet. Strax nedanför huset skär en vik långt in i landet. Därifrån leder österut lindallén till Görvälns huvudbyggnad. Krogen uppehölls åtminstone till in på 1830-talet, ungefär samtidigt som ångbåtarna började ersätta segelfartygen. Görvälns krog benämns omväxlande Sjökrogen, Sjövillan, Solbacka eller Värdshuset. Huset är starkt ombyggt och tillbyggt under 1800-talet, men källaren på Solbacka krog är intakt.

## Skola
I byggnaden var Görvälns första skola inhyst under åren 1870–1896 innan det nya skolhuset, Görvälns skola uppfördes 1896. I huset fanns också lärarbostad. År 1823 fanns det 23 barn i skolåldern på Görväln. Brukspatron Axel Fredrik Björkman startade den privata skolan för dessa i den gamla krogen. Men skolan lades ner efter 8 år. Eleverna fick gå i en så kallad ambulerande skola under en del år. Den ena terminen fick Lövstabarnen undervisning och nästa termin fick Görvälnbarnen undervisning. I den gamla Oxhagen byggdes ett riktigt skolhus, Görvälns skola, år 1896. Senare har Villa Solbacka använts som inspektorns bostad.

## Historik

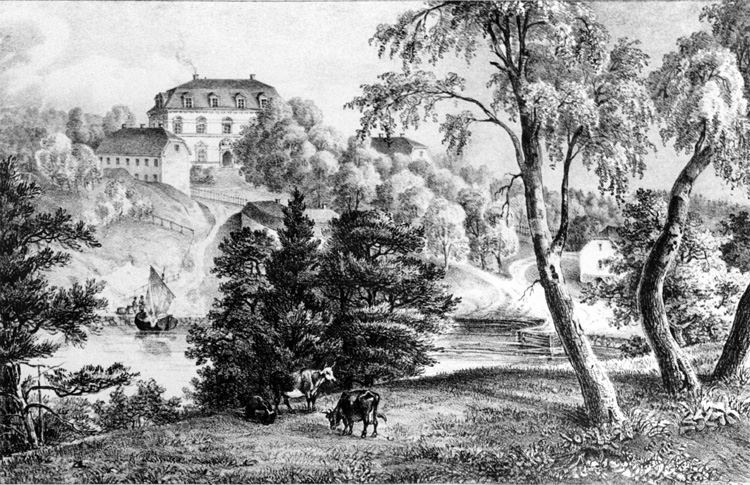
Görvälns gård. Litografi av Mikael Gustaf Anckarsvärd på 1820-talet, publicerad på 1820-talet i Ulrik Thersners "Fordna och närvarande Sverige". Görvälns krog syns mellan de två trädstammarna.

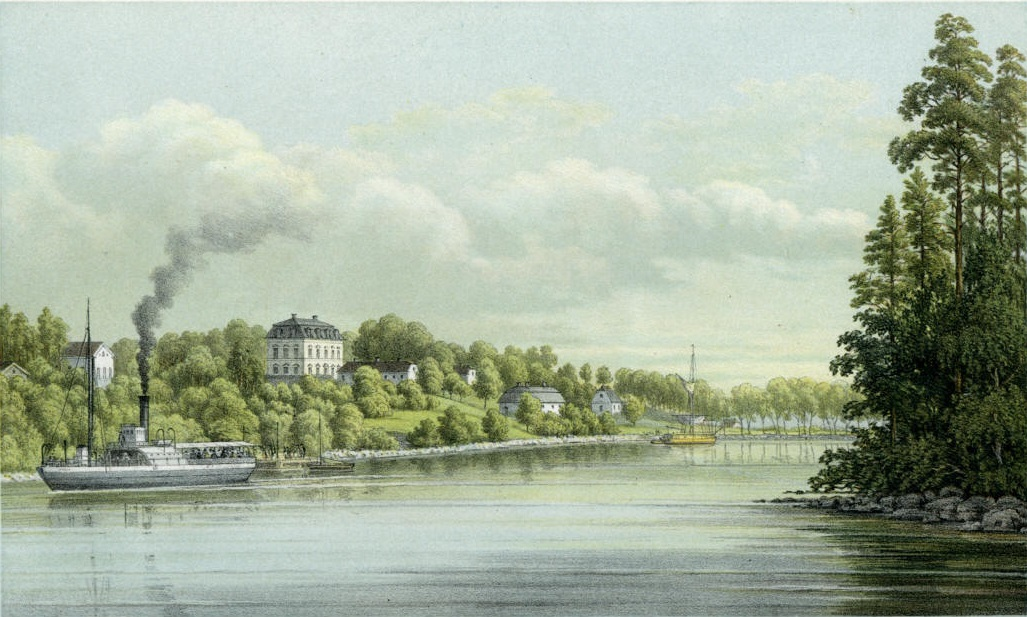
Ångbåt på Mälaren vid Görvälns slott i Järfälla på 1870-talet. Teckning och färglitografi av Alexander Nay. Ingår i verket Uplands herregårdar med beskrifvande text av Carl Arvid Klingspor och Bernhard Schlegel, som gavs ut 1881.

Litografin av Mikael Gustaf Anckarsvärd från 1820-talet visar hur byggnaderna på Görväln tedde sig med slottet, flyglarna och Görvälns krog. Man ser också vilken lantlig idyll Görväln var med sina betande kor och, på bilden saknas ladugården, som borde ha skymtat någonstans i grönskan uppe till höger.
Färglitografin av Alexander Nay från 1870-talet visar Görvälnsviken mot Görvälns slott, från vänster syns stallet, huvudbyggnaden, norra och södra flyglarna samt norra paviljongen.
Två byggnader, som finns med på en karta från 1687, kallas "Stora röda byggnaden" och "Röda byggnaden vid sjön". Stora röda byggnaden låg i backen strax nedanför nuvarande Norra och Södra flyglarna. Röda byggnaden vid sjön låg på andra sidan viken och kan identifieras som den byggnad, som senare kallats Krogen eller Värdshuset och som nu är ombyggd till Villa Solbacka. Solbacka är byggt av sten och det var nog Stora röda byggnaden också. "Om det var röd färg eller rött tegel som gav namnet vet vi inte. Vi vet heller inte om den röda färgen var ursprunglig eller tillkommen några årtionden senare." Röda byggnaden vid sjön byggdes under rikskansler Svante Bielkes tid på Görvälns slott, 1605-1609. Vid faderns död ärvde sonen Sten Svantesson Bielke bland annat Görväln, som han innehade 1609-1638.

### Görvälns sjökrog
Liksom vid landsvägarna uppstod det krogar vid sjölederna, så kallade sjökrogar. I Järfälla är två sjökrogar kända.
Den ena sjökrogen låg i anslutning till Skäftingesundet. Krogen vid Skäftingesundet tycks ha legat på Skäftingeholmens södra del från 1650-talet och till åtminstone på 1710-talet. På 1710-talet kallas den för Skäftinge krog. På 1710- eller 1720-talen har den uppenbarligen flyttats över till holmen Koffsan i Skäftingesundet, där den låg vid Carl von Linnés besök 1731.
Den andra sjökrogen var Görvälns krog. Den nämns första gången i mantalslängden 1653. Sjökrogen tycks ha upprätthållits till åtminstone in på 1830-talet. Görvälns krog låg dessutom vid den vinterväg, som avvek från allmänna landsvägen vid Barkarby gästgivargård och via Görvälnsfjärden går direkt till Tibble gästgivargård i nuvarande Upplands-Bro.
Görvälns krog, som drevs till 1830-talet, var en viktig anhalt på vintervägen över den igenfrusna fjärden. På sommaren betjänades här även resande som färdades sjövägen mellan Stockholm och Uppsala.
På 1660-talet startade reguljära båtturer mellan Uppsala och Stockholm. De kom att kallas för Rudbecks postjakter, efter Uppsalaprofessorn Olof Rudbeck den äldre, som var den som ansökte om privilegium hos Kommerskollegium. Förutom posttransporter tog båtarna (segelfartygen) också passagerare.
Görvälns krog upptas i mantalslängden 1653 under rubriken oskattlagda torp och med två personer där, fastän de inte finns namngivna. Liksom ön Lövholmen i Mälaren vid Görvälnsfjärden var krogen en sjökrog för resande sjövägen mellan Stockholm och Uppsala. Dessutom låg krogen vid den vinterväg som gick längs Bällstaån i sprickdalen från Barkarby till Görvälnsviken och sedan fortsatte över Görvälnsfjärden i Mälaren till Lennartsnäs i Stockholms-Näs socken i nuvarande Upplands-Bro kommun.
Från den 6 maj 1822 började sträckan Uppsala–Stockholm att trafikeras med ångbåtstrafik. 2-4 hjulångare sattes i trafik, bland annat trähjulångaren Upsala. Den ersattes på 1840-talet först av järnhjulångarna och därefter av propellerdrivna ångbåtar. I Järfälla hade alla de större gårdarna egna ångbåtsbryggor. 
I viss mån kan även Stäkets krog vid Stäksundet räknas till sjökrogarna. Stäkets krog låg utmed landsvägen Stockholm-Enköping samtidigt som den låg invid segelleden Stockholm-Uppsala. Via Stäketsholmen gick den viktiga vägförbindelsen mellan Stockholm och mot nordväst.